# KkStB Yv sorozat
A kkStB Yv egy osztrák keskenynyomtávú szertartályos gőzmozdony-sorozat volt a Császári és Királyi Osztrák Államvasutaknál (k. k. Staatsbahnen, kkStB). A mozdony egyike volt a Karl Gölsdorf által tervezett keskenynyomtávú mozdonyoknak.
A kkStB beszerzett a Ybbstalbahn 1896 megnyitott első vonalszakaszára három db-ot ezekből a mozdonyokból a Krauss linzi gyárától. A sorozatjel az Ybbstalbahn kezdőbetűjéből és a mozdonygépezet fajtájára (kompaund gépezet, németül Verbundantrieb) utaló v betű ered.

## Szerkezete
A mozdony C2’ kerékelrendezésű volt. Hasonlóan a már bevált U sorozathoz a  belsőkeretes hajtókerekekkel amelyek egy a hátsó futótengelyeket befoglaló  külsőkeretes forgóvázzal volt  egybeépítve.. A hajtótengelyen lévő kerekeken nem volt nyomkarima. Ez a futóműkialakítás  jó ívfutást tett lehetővé a 60 méter sugarú kanyarokban. A Karl Gölsdorf által kifejlesztett Winkelhebel-vezérlést, ami a Heusinger-vezérlés egyszerűsített változata volt, itt alkalmazták először. A mozdony kezdetben szikrafogó dobos kéménnyel készült az olcsó barnaszén tüzelés  szikraszórásának megakadályozására..
Ez a futóműkonstrukció ezeknél a mozdonyoknál nem vált be, mivel gyakran közlekedtek fordított irányba. Ez a körülmény is hozzájárult, hogy további példányokat már nem rendeltek ebből a sorozatból. Inkább a kkStB a már jól bevált és olcsóbb  U sorozatot alkalmazták. Az Yv mozdonyok kisiklásának okaként az utánfutó forgóvázának merev forgócsapját állapították meg, mivel nem volt felfelé játéka a futótengelyeknek a pályaegyenetlenségek kiegyenlítésére. Johann Rihosek megtervezte a mozdonyok átépítését mely során  a hátsó futó forgóvázat a belső kerettel egy gőmbcsuklóval támasztotta fel. Ahhoz, hogy a vezető a mozdony a pályán tarthassa, a hajtótengely kerekeire nyomkarimát kellett felszerelni. Ezzel a módosítás, amely jól bevált, megváltozott a mozdony tengelytávolsága  5000 mm-ről 4800 mm-re.

## További sorsuk
1938-ban a Német Birodalmi Vasút a mozdonyokat a 99 901-903 pályaszámtartományba sorolta. 1953-ig az ÖBB-nél  598 sorozatként üzemeltek amikor is a 2095 sorozatú dieselmozdonyok átvették a helyüket. 1960-ban a Ybbstalbahn vonalai a Waldviertler Schmalspurbahnen és a Steyrtalbahn állományába kerültek. Bár a sorozat mozdonyait formálisan selejtezték, csak sokkal később, 1973-ban vonták ki az utolsót az üzemből.
Ma az egykori Yv.1 távol bármilyen keskenynyomközű pályától mint emlékmű Eichgraben-ben a bécsi erdőben, a másik két gép tulajdonosa a Club 598. Yv.2 volt az egyik első magán kezdeményezésre reaktivált gőzmozdony és Ausztriában, az Yv.3 működőképessé tételét hosszabb távon tervezi a tulajdonos.

## Fordítás
- Ez a szócikk részben vagy egészben  a   kkStB Yv című német Wikipédia-szócikk fordításán alapul.  Az eredeti cikk szerkesztőit annak laptörténete sorolja fel. Ez a jelzés csupán a megfogalmazás eredetét és a szerzői jogokat jelzi, nem szolgál a cikkben szereplő információk forrásmegjelöléseként.